# Фахамор
Фахамор (англ. Fahamore; ирл. An Faiche Mór) — деревня в Ирландии, находится в графстве Керри (провинция Манстер).